# Bascule allemande
Pour les articles homonymes, voir Bascule.
 (septembre 2016).
Améliorez-le ou discutez des points à vérifier. 
La bascule allemande est une figure de gymnastique artistique à la barre fixe, aux barres asymétriques et parallèles qui consiste à passer d'une position de suspension à l'agrès à une position d'appui.
Cette figure d'agrès s'appelle, en France, rétablissement à la barre fixe, dit « à l'allemande ».